# Versammlung der Republik
Die Versammlung der Republik (türkisch Cumhuriyet Meclisi) ist das Parlament der Türkischen Republik Nordzypern mit Sitz in Nord-Nikosia. Es besteht aus 50 Sitzen.

## Wahlen zum Parlament
Die Versammlung der Republik wird einzügig in allgemeiner, gleicher, geheimer, direkter und freier Wahl nach dem Verhältniswahlrecht für eine 5-jährige Legislaturperiode gewählt. Es besteht Wahlpflicht. Das Wahlalter beträgt 18 Jahre. Falls ein Sitz im Parlament frei wird (z. B. durch Tod eines Abgeordneten etc.), werden Zwischenwahlen abgehalten; ein Jahr vor regulären Wahlen wird keine Zwischenwahl abgehalten.
Es herrscht eine landesweite Sperrklausel von 5 Prozent. Die Stimmen für diejenigen Kandidaten, deren Partei diese Hürde nicht überwindet, verfallen.
Die Abgeordneten werden aus den fünf Distrikten Lefkoşa, Gazimağusa, Girne, Güzelyurt und İskele gewählt.

## Geschichte
Am 23. Juni 1985 fand die erste Parlamentswahl statt. Die Abgeordneten wurden am 8. Juli 1985 vereidigt.

## Eid
Bei Amtsantritt müssen alle Mitglieder folgenden Amtseid leisten: „Ich schwöre bei meiner Ehre und Würde, dass ich die unteilbare Ganzheit der Heimat und des Volkes und die uneingeschränkte Souveränität des Volkes schützen werde; dass ich dem Primat des Rechts, dem demokratischen, laizistischen und sozialen Rechtsstaat und den Prinzipien Atatürks verbunden bleiben werde, dass ich für das Heil und die Freude meines Volkes arbeiten werde; dass ich von dem Ideal, wonach jeder Bürger Menschenrechte und Grundfreiheiten genieße und von der Verbundenheit zur Verfassung nicht abweichen werde.“